# Brian Redman
Brian Herman Thomas Redman, född 9 mars 1937 i Colne i England, är en brittisk racerförare.

## Racingkarriär
Redman började sin racingkarriär i lokala klubbtävlingar i en Morris Minor 1959. Han fortsatte tävla i en Jaguar XK120 och imponerade sedan i en Jaguar E-type, som ägdes av Red Rose Motors ägare Charlie Bridges. Redman vann 16 av 17 lopp. Bridges köpte sedan en Lola T70 sportvagn åt Redman, som började göra en internationell karriär och han kom trea i Grovewood Awards 1966. Året efter fick han köra formel 2 för Red Rose Motors och utmärkte sig direkt, men det var i sportvagnsracing som han gjorde sina bästa resultat. Han vann till exempel Kyalami 9-timmars för JW Automotive tillsammans med Jacky Ickx 1967. Detta gav Redman en förarplats i John Wyers team även 1968 och då vann han och Ickx racen på Brands Hatch och Spa-Francorchamps. Samma år fick Redman debutera i formel 1 för Cooper i Sydafrikas Grand Prix 1968.
Redman körde därefter ett formel 2-lopp för Ferrari och gjorde ett så bra jobb att han blev erbjuden en förarplats i stallet, men han tackade nej och fortsatte i formel 1 för Cooper. Han kom på en beaktansvärd tredjeplats i Spanien 1968. I Belgien råkade han ut för en olycka i hög fart och voltade över skyddsbarriären. Redman bröt höger underarm och var därmed borta från racingen resten av säsongen. Han kom tillbaka till racingen 1969 i Porsches sportvagnsteam, i vilket han och Jo Siffert bidrog till teamets mästartitel. De följande åren fortsatte han att med framgång tävla i sportvagnar för Porsche och även Ferrari men gjorde samtidigt sporadiska inhopp i formel 1 för bland annat Surtees, McLaren, BRM och Shadow.

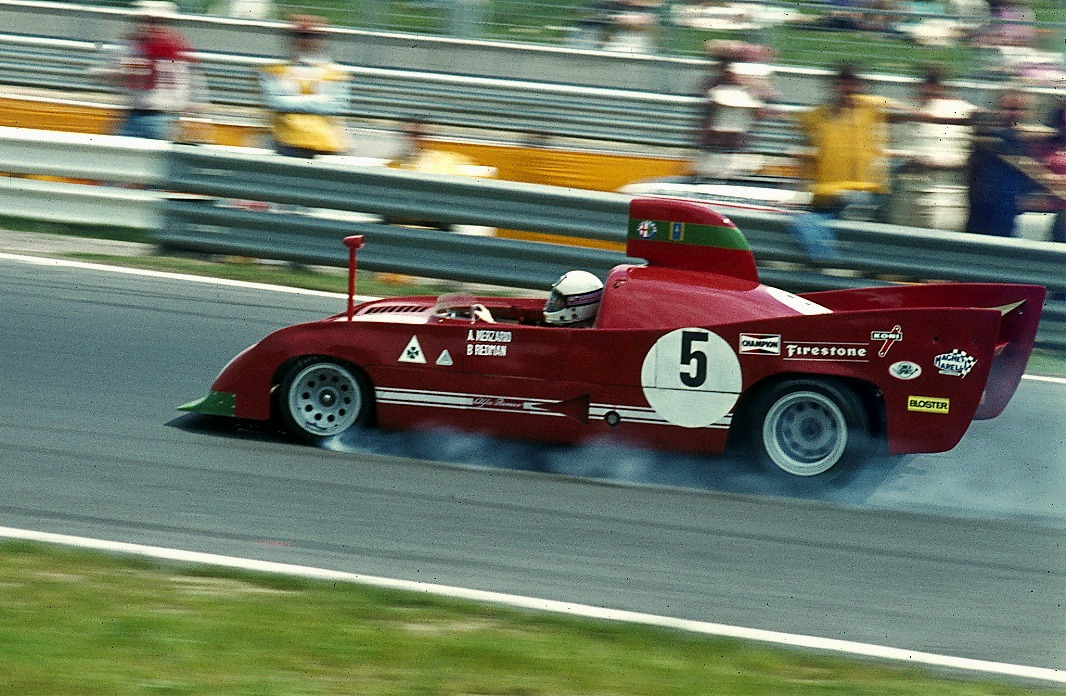
Brian Redman i en Alfa Romeo 33TT12 på Nürburgring 1974.

I början 1971 fick Redman jobb som försäljningsdirektör hos en BMW-handlare i Sydafrika och lade då av racingen, om än tillfälligt. Han tävlade snart i sportvagnsracing och vann i Springbok Series men återvände till Europa för att köra i formel 5000. Senare under året körde han en Porsche sportvagn för JW Automotive. Redman fick problem med styrningen på Targa Florio och kraschade svårt och fick brännskador i ansiktet, på halsen och på händerna. 
I mitten av 1970-talet blev Redman ett stort namn inom formel 5000. Han vann det amerikanska F5000-mästerskapet 1974, 1975 och 1976. Redman vann även Sebring 12-timmars och blev IMSA-GT mästare två gånger, 1975 i en BMW 3.0 CSL och 1978 i en Porsche 935.
Redman kraschade i ett CanAm-lopp i en Lola på Mont-Tremblant 1977 och skadade då halsen, bröstkorgen och en axel samt ådrog sig hjärnskakning men återkom till racingen i början av 1978. I slutet av 1990-talet blev Redman delägare i formel 3000-stallet Redman/Bright.

## F1-karriär
| Säsong | Stall/Tillverkare                                   | Poäng | Placering |
| ------ | --------------------------------------------------- | ----- | --------- |
| 1968   | Cooper-Maserati Cooper-BRM                          | 4     | 19        |
| 1970   | R R C Walker (Lotus-Ford) Williams (De Tomaso-Ford) | 0     | –         |
| 1971   | Surtees-Ford                                        | 0     | –         |
| 1972   | McLaren-Ford BRM                                    | 4 0   | 13        |
| 1973   | Shadow-Ford                                         | 0     | –         |
| 1974   | Shadow-Ford                                         | 0     | –         |

| 1. Spanien 1968 | 1. USA 1973 |